# Frank Ramírez
Frank Augusto Ramírez Mateus (Aguazul, 12 de febrero de 1939-Bogotá, 19 de febrero de 2015) fue un director y actor de cine y televisión colombiano.

## Biografía
Hijo de Ismael Ramírez y Cecilia Mateus, Frank Ramírez nació en Aguazul, Casanare. Desde muy joven se inclinó por la actuación, Cuando cumplió 20 años se mudó a Nueva York para tomar clases en la escuela Actor’s Studio. Años más tarde, se vinculó a Hollywood, donde participó en importantes películas y series de televisión como Barnaby Jones, Lou Grant y Riptide.
Regresó a Colombia para encarnar personajes importantes en películas como Cóndores no entierran todos los días y La estrategia del caracol. Además, participó en novelas como La Mala Hora,Los atrevidos, El gallo de oro y ¿Por qué diablos?. su última aparición en la televisión la hizo en la adaptación de Breaking Bad, Metástasis.
El actor falleció en la clínica Marly de Bogotá a los 76 años de edad, debido a que padecía de Enfermedad Pulmonar Obstructiva Crónica (EPOC) que lo aquejaba desde hace un tiempo, además del Mal de enfermedad de Parkinson.

## Filmografía

### Televisión
- Metástasis (2013) .... Héctor Salamanca
- La ruta blanca (2012) .... Gustavo Encinales El Jefe
- En los tacones de Eva (2006) .... Jesús
- La saga, negocio de familia (2004) .... Pedro Manrique (mayor) y Manuel Manrique (mayor)
- Pecados capitales (2002-2004) .... Evaristo Salinas y Cándido Flores
- Isabel me la veló (2001) .... Sergio Arocha
- ¿Por qué diablos? (1999) ,... Boris Mondragón
- Perro amor (1998) .... Pedro Brando
- Tiempos difíciles (telenovela) (1997) .... Arnulfo Villaveces
- Candela (1996) .... Emiliano Santa
- Sangre de lobos (1992) .... Juan Felipe Arciniegas
- Música maestro (1990) ... Doctor Salamandra
- La vorágine (1990).... Narciso Barrera
- St. Elsewhere (1985) (invitado)
- Riptide (1984)
- El gallo de oro (1980).... Dionisio Pinzón
- Serpico (1977)
- La mala hora (1976)
- Harry O (1974)
- Barnaby Jones (1974) (Invitado)
- La ley del revólver (1973)
- La chica de la tele (1971)
- The Bold Ones: The Lawyers, temporada 1, episodio 2 (1969)... Jessie Ortega
- El gran chaparral (1968) (Invitado)
- La monja voladora, temporada 2, episodio 2 (1968)... Nacio

### Cine
- Águilas no cazan moscas (1994), como Profesor Albarracín
- La estrategia del caracol (1993), como 'Perro' Romero
- Río Negro (1991), como Tomás Funes
- María Cano (1990), como Ignacio Torres Giraldo
- Milagro en Roma (1989)
- Técnicas de duelo: una cuestión de honor (1989), como Profesor Albarracín
- Cóndores no entierran todos los días (1984), como León María Lozano El Cóndor
- The Sacketts (1979)
- La ira de Dios (1972)
- Smith! (1969), como Gabriel Jimmyboy.

## Premios obtenidos

### Premios por Cine
- Bochica de Oro en la 1a Bienal de Cine Ciudad de Bogotá a mejor Actor por la película: Cóndores no entierran todos los días
- Colon de Oro a mejor Actor en el Festival de cine de Huelva (España) por la película: Cóndores no entierran todos los días
- HUGO a mejor actor en el XX Festival de Cine de Chicago (USA) por la película: Cóndores no entierran todos los días
- Precolombino de Oro en 2° Festival de Cine de Bogotá a mejor Actor por la película: Cóndores no entierran todos los días
- Precolombino de Oro en 6° Festival de Cine de Bogotá a mejor Actor por la película: Técnica de Duelo
- Precolombino de Oro en 7° Festival de Cine de Bogotá a mejor Actor por la película: María Cano

### Premios Especiales
- Gloria de la TV
- Placa Caracol
- India Catalina 2016